# Hemichordata
Los hemicordados (Hemichordata o Faringotremata) son un filo de animales deuteróstomos, con aspecto de gusano (vermiforme), que se suele relacionar con los cordados, pero no presentan un auténtico tubo neural (notocorda) , sino una estomocorda que es una expansión del tubo digestivo; como los cordados, presentan una faringe con hendiduras (faringotremas), que usan para filtrar el alimento.
Hay registro fósil desde el Cámbrico que incluye un grupo de animales llamados graptolitos de los que muchas especies desaparecieron en el Carbonífero. En la actualidad se conocen solo unas cien especies.

## Características
Tienen hendiduras faríngeas ciliadas, un aparato circulatorio abierto muy desarrollado, y una estructura única llamada 'glomérulo'. Presentan también un cordón nervioso dorsal y hueco. Todos ellos, cuando son adultos, son bentónicos.
Se les consideró cordados, pero después se comprobó que la evaginación de la parte anterior del tubo digestivo (divertículo bucal o estomocorda) no era homólogo de la notocorda, con que se les clasificó como un nuevo filo.

## Anatomía

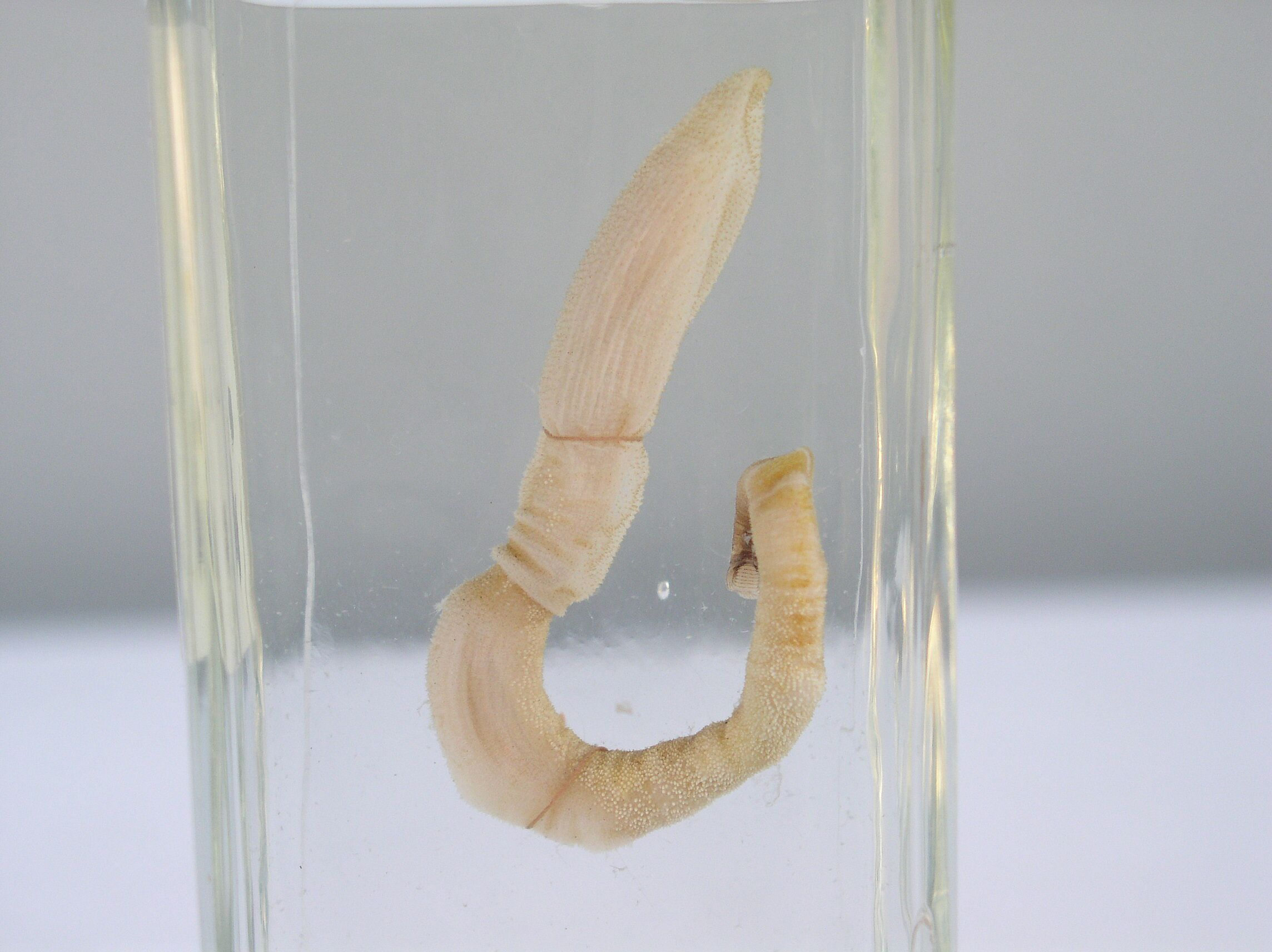
Saccoglossus sp.

Los hemicordados tienen un cuerpo blando en forma de gusano pero no segmentado internamente, en las típicas tres regiones de los cordados (cabeza, tórax y abdomen). Como todos los bilaterales, presentan una simetría bilateral, y por lo tanto se basan en dos ejes corporales claramente definidos.
Poseen diferentes coloraciones, desde el blanco hasta el violeta claro, y pueden medir hasta 250 centímetros de largo, aunque también hay que miden unos pocos milímetros.
Poseen una organización característica del cuerpo en tres partes: la parte frontal es el prosoma, que en clado Pterobranchia tiene forma de escudo y por lo tanto puede ser denominado escudo de la cabeza o escudo facial.; el prosoma consiste en una especie de probóscide. La segunda parte es una especie de collar, el mesosoma, donde se sitúa la abertura de la boca. La tercera parte es un largo tronco, conocido como metasoma. Esta división básica del cuerpo en tres partes también concierne la cavidad corporal, el celoma, que queda dividido en proceloma, mesoceloma y metaceloma, situados respectivamente en la sección correspondiente del cuerpo. 
La parte del tronco, especialmente en la clase de los enteropneustos, incluye hasta cien hendiduras branquiales, por medio de las cuales respiran y por las cuales puede salir el agua absorbida por la boca durante la ingestión de partículas de alimento. La primera parte del intestino, denominada "intestino branquial", se conecta con el mundo exterior. En los pterobranquios, en cambio, solo hay un par de branquias, o incluso no hay ninguna.
En los enteropneustos existe otra estructura característica, un divertículo del estómago que llega a la cavidad oral, llamada estomocorda. En el pasado se lo consideró un posible precursor de la notocorda, es decir, la estructura de soporte elástica en forma de barra que caracteriza a los cordados. Como esta estructura no presenta ningún parecido esencial con la notocorda, y como en ningún momento hace la función de esqueleto hidrostático, este punto de vista ha sido prácticamente abandonado entre los científicos.
El sistema cardiovascular abierto de los hemicordados tiene una configuración bastante primitiva; sus dos únicos vasos sanguíneos auténticos se sitúan en el prosoma y el mesosoma. En el prosoma también se sitúa el "corazón" muy rudimentario, que se compone de un único vaso sanguíneo contráctil y que bombea la sangre que llega desde atrás hacia el vaso sanguíneo ventral. Así pues, el flujo sanguíneo es unidireccional.
La expulsión de residuos líquidos tiene lugar principalmente a través de la piel; además, también existe un sistema de membranas llamado glomérulo, en el que la sangre que sale del cuerpo es filtrada repetidamente. La orina resultante es llevada a la cavidad corporal del prosoma y desde allí es expulsada al exterior por un poro.

## Alimentación, hábitat y distribución
Los hemicordados se pueden alimentar de dos maneras diferentes: o bien se entierran dentro de los sedimentos del fondo marino, toman barro bentónico y absorben los nutrientes que contiene, más o menos como lo hacen las lombrices; o bien filtran partículas de nutrientes que flotan libremente en el agua, más o menos al estilo de las esponjas.
Viven principalmente en la zona de mareas o por debajo de ella. También pueden vivir en el fondo del mar, en parte a profundidades de hasta 5000 metros, donde excavan madrigueras en forma de letra "U" por medio de la acción peristáltica de su probóscide. Revisten estas guaridas con una secreción mucosa. Solo unas pocas especies viven en mar abierto. Los hemicordados tienen una distribución cosmopolita, es decir, viven en todos los mares, desde los trópicos hasta las regiones polares.

## Reproducción
Los hemicordados tienen sexos separados, que apenas se pueden distinguir por su apariencia externa. De los huevos fertilizados se desarrollan larvas ciliadas, que se parecen a las larvas de los equinodermos y a partir de las cuales se desarrollan los animales adultos. Antes de la metamorfosis, pasan una parte de su ciclo vital entre el plancton, donde se alimentan de finas partículas en suspensión, que quedan atrapadas en los cilios de las larvas y que son transportadas desde allí a la boca. En esta etapa, se los puede describir como planctótrofos. En algunas especies, el desarrollo es directo, es decir, no existe una etapa larvaria intermedia. 
Además de la reproducción sexual, también presentan una forma de reproducción asexual: en un proceso llamado gemación, una cría se separa de su progenitor; ambos son genéticamente idénticos. También puede pasar que un individuo quede cortado en dos partes, y que después cada una de ellas continúe independientemente de la otra.

## Fósiles
Los primeros restos fósiles de hemicordados provienen probablemente del esquisto de Burgess de Canadá, que están fechados en el periodo geológico Cámbrico. Sin embargo, los primeros fósiles pertenecientes sin ningún tipo de duda en la clase de los pterobranquios datan del periodo Ordovícico. Un grupo actualmente extinguido de hemicordados, los graptolitos, son fósiles índice de gran importancia para el Ordovícico y el Silúrico.

## Taxonomía
Su centenar de especies se agrupan en tres clases actuales:
- Clase Enteropneusta

Con forma de gusano con probóscide en forma de bellota (gusanos bellota) que utilizan para excavar en el sedimento. Es la clase más conocida dentro de este filo. Son vermiformes y no forman colonias, por lo que son solitarios y viven en galerías que excavan en el sedimento. Poseen numerosos poros branquiales en la parte anterior del tronco y una faringe con hendiduras branquiales implicada además en la recolección del alimento, característica compartida con los cordados. Tubo digestivo rectilíneo, a diferencia de los pterobranquios. Suelen medir entre 2 y 2,5 cm. Viven en el litoral. Incluye unas 70 especies.
- Clase Pterobranchia

Son más pequeños que los enteropneustos. Sésiles, coloniales o pseudocoloniales en el caso del género Rhabdopleura, viven en tubos que ellos mismos fabrican y se alimentan con una especie de brazos provistos de tentáculos ciliados, situados en la base del collar. No tienen una probóscide alargada como en el caso de la clase Enteropneusta, sino modificada en forma de escudo para adherirse al sustrato. Con un par o sin poros branquiales. Presentan un tubo digestivo en forma de "U". Se han recogido en dragados profundos en la Antártida y recientemente en las Bermudas.Se conocen 3 géneros y 17 especies.
- Clase Planctosphaeroidea

Con solo una especie conocida, Planctosphaera pelagica, con el cuerpo esférico pero bilteral, gelatinoso, con bandas ciliadas, y tubo digestivo en forma de "U". Se la considera un estado larvario de algún otro hemicordado, pero no se ha observado tal relación.
- Clase Graptolithina†

Fósiles de animales coloniales del Paleozoico, de afiliación incierta.
El filo contiene alrededor de 120 especies vivas. Hemichordata parece ser hermana de Echinodermata con quien conforma el clado Ambulacraria; Xenacoelomorpha puede ser basal a ese grupo. Los pterobranquios pueden derivar del interior de Enteropneusta, lo que hace que Enteropneusta sea parafilético. Es posible que el organismo extinto Etacystis sea miembro de Hemichordata, ya sea dentro o con estrecha afinidad con Pterobranchia.
Hay 130 especies descritas de Hemichordata y se están descubriendo muchas especies nuevas, especialmente en las profundidades del mar.

## Filogenia
Las relaciones internas dentro de los hemicordados se muestran a continuación. El árbol se basa en datos de secuencia de ARNr 16S +18S y estudios filogenómicos de múltiples fuentes.
|  | Spengeliidae                                                      |
|  |                                                                   |
|  | \| \| Torquaratoridae \| \| \| \| \| \| Ptychoderidae \| \| \| \| |
|  |                                                                   |
|  | Torquaratoridae                                                   |
|  |                                                                   |
|  | Ptychoderidae                                                     |
|  |                                                                   |

|  | Torquaratoridae |
|  |                 |
|  | Ptychoderidae   |
|  |                 |

|  | Spengeliidae                                                      |
|  |                                                                   |
|  | \| \| Torquaratoridae \| \| \| \| \| \| Ptychoderidae \| \| \| \| |
|  |                                                                   |
|  | Torquaratoridae                                                   |
|  |                                                                   |
|  | Ptychoderidae                                                     |
|  |                                                                   |

|  | Torquaratoridae |
|  |                 |
|  | Ptychoderidae   |
|  |                 |

|  | Spengeliidae                                                      |
|  |                                                                   |
|  | \| \| Torquaratoridae \| \| \| \| \| \| Ptychoderidae \| \| \| \| |
|  |                                                                   |
|  | Torquaratoridae                                                   |
|  |                                                                   |
|  | Ptychoderidae                                                     |
|  |                                                                   |

|  | Torquaratoridae |
|  |                 |
|  | Ptychoderidae   |
|  |                 |

|  | Spengeliidae                                                      |
|  |                                                                   |
|  | \| \| Torquaratoridae \| \| \| \| \| \| Ptychoderidae \| \| \| \| |
|  |                                                                   |
|  | Torquaratoridae                                                   |
|  |                                                                   |
|  | Ptychoderidae                                                     |
|  |                                                                   |

|  | Torquaratoridae |
|  |                 |
|  | Ptychoderidae   |
|  |                 |

|                  | Rhabdopleurida                                                |
|                  |                                                               |
| †Eugraptolithina | \| \| †Dendroidea \| \| \| \| \| \| †Graptoloidea \| \| \| \| |
|                  | \| \| †Dendroidea \| \| \| \| \| \| †Graptoloidea \| \| \| \| |
|                  | †Dendroidea                                                   |
|                  |                                                               |
|                  | †Graptoloidea                                                 |
|                  |                                                               |

|  | †Dendroidea   |
|  |               |
|  | †Graptoloidea |
|  |               |

|                  | Rhabdopleurida                                                |
|                  |                                                               |
| †Eugraptolithina | \| \| †Dendroidea \| \| \| \| \| \| †Graptoloidea \| \| \| \| |
|                  | \| \| †Dendroidea \| \| \| \| \| \| †Graptoloidea \| \| \| \| |
|                  | †Dendroidea                                                   |
|                  |                                                               |
|                  | †Graptoloidea                                                 |
|                  |                                                               |

|  | †Dendroidea   |
|  |               |
|  | †Graptoloidea |
|  |               |

|  | Spengeliidae                                                      |
|  |                                                                   |
|  | \| \| Torquaratoridae \| \| \| \| \| \| Ptychoderidae \| \| \| \| |
|  |                                                                   |
|  | Torquaratoridae                                                   |
|  |                                                                   |
|  | Ptychoderidae                                                     |
|  |                                                                   |

|  | Torquaratoridae |
|  |                 |
|  | Ptychoderidae   |
|  |                 |

|  | Spengeliidae                                                      |
|  |                                                                   |
|  | \| \| Torquaratoridae \| \| \| \| \| \| Ptychoderidae \| \| \| \| |
|  |                                                                   |
|  | Torquaratoridae                                                   |
|  |                                                                   |
|  | Ptychoderidae                                                     |
|  |                                                                   |

|  | Torquaratoridae |
|  |                 |
|  | Ptychoderidae   |
|  |                 |

|  | Spengeliidae                                                      |
|  |                                                                   |
|  | \| \| Torquaratoridae \| \| \| \| \| \| Ptychoderidae \| \| \| \| |
|  |                                                                   |
|  | Torquaratoridae                                                   |
|  |                                                                   |
|  | Ptychoderidae                                                     |
|  |                                                                   |

|  | Torquaratoridae |
|  |                 |
|  | Ptychoderidae   |
|  |                 |

|  | Spengeliidae                                                      |
|  |                                                                   |
|  | \| \| Torquaratoridae \| \| \| \| \| \| Ptychoderidae \| \| \| \| |
|  |                                                                   |
|  | Torquaratoridae                                                   |
|  |                                                                   |
|  | Ptychoderidae                                                     |
|  |                                                                   |

|  | Torquaratoridae |
|  |                 |
|  | Ptychoderidae   |
|  |                 |

|                  | Rhabdopleurida                                                |
|                  |                                                               |
| †Eugraptolithina | \| \| †Dendroidea \| \| \| \| \| \| †Graptoloidea \| \| \| \| |
|                  | \| \| †Dendroidea \| \| \| \| \| \| †Graptoloidea \| \| \| \| |
|                  | †Dendroidea                                                   |
|                  |                                                               |
|                  | †Graptoloidea                                                 |
|                  |                                                               |

|  | †Dendroidea   |
|  |               |
|  | †Graptoloidea |
|  |               |

|                  | Rhabdopleurida                                                |
|                  |                                                               |
| †Eugraptolithina | \| \| †Dendroidea \| \| \| \| \| \| †Graptoloidea \| \| \| \| |
|                  | \| \| †Dendroidea \| \| \| \| \| \| †Graptoloidea \| \| \| \| |
|                  | †Dendroidea                                                   |
|                  |                                                               |
|                  | †Graptoloidea                                                 |
|                  |                                                               |

|  | †Dendroidea   |
|  |               |
|  | †Graptoloidea |
|  |               |

### Artículos científicos
- L. D. Bromham, B. M. Degnan: Hemichordates and deuterostome evolution, robust molecular phylogenetic support for a hemichordate plus echinoderm clade. a: Evolution and Development. Blackwell, Malden Mass 1.1999, S.166. ISSN 1520-541X
- J. Castresana, G. Feldmaier-Fuchs, S. Yokobori, N. Satoh, S. Päabo: The mitochondrial genome of the hemichordate Balanoglossus carnosus and the evolution of deuterostome mitochondria. a: Genetics. Bethesda Md 150.1998, S.1115. ISSN 0016-6731
- K. M. Halanych: The phylogenetic position of the pterobranch hemichordates based on 18S rDNA sequence data. a: Molecular Phylogenetics and Evolution. Elsevier, San Diego Ca 4.1995, S.72. ISSN 1055-7903
- J. Q. Henry, K. Tagawa, M. Q. Martindale: Deuterostome evolution, early development in the enteropneust hemichordate. Ptychodera flava. a: Evolution and Development. Blackwell, Malden Mass 3.2001, S.375. ISSN 1520-541X
- Tagawa, Satoh, Humphreys: Molecular studies of hemichordate development: a key to understanding the evolution of bilateral animals and chordates. a: Evolution and Development. Blackwell, Malden Mass 3.2001, 443-454. ISSN 1520-541X
- C. J. Winchell, J. Sullivan, C. B. Cameron, B. J. Swalla, J. Mallatt: Evaluating hypotheses of deuterostome phylogeny and chordate evolution with new LSU and SSU ribosomal DNA data. a: Molecular Biology and Evolution. University Press, Oxford 19.2002, S.76. ISSN 0737-4038